# Polygrammodes phaeocraspis
Polygrammodes phaeocraspis là một loài bướm đêm trong họ Crambidae.